# Emma Twiggová

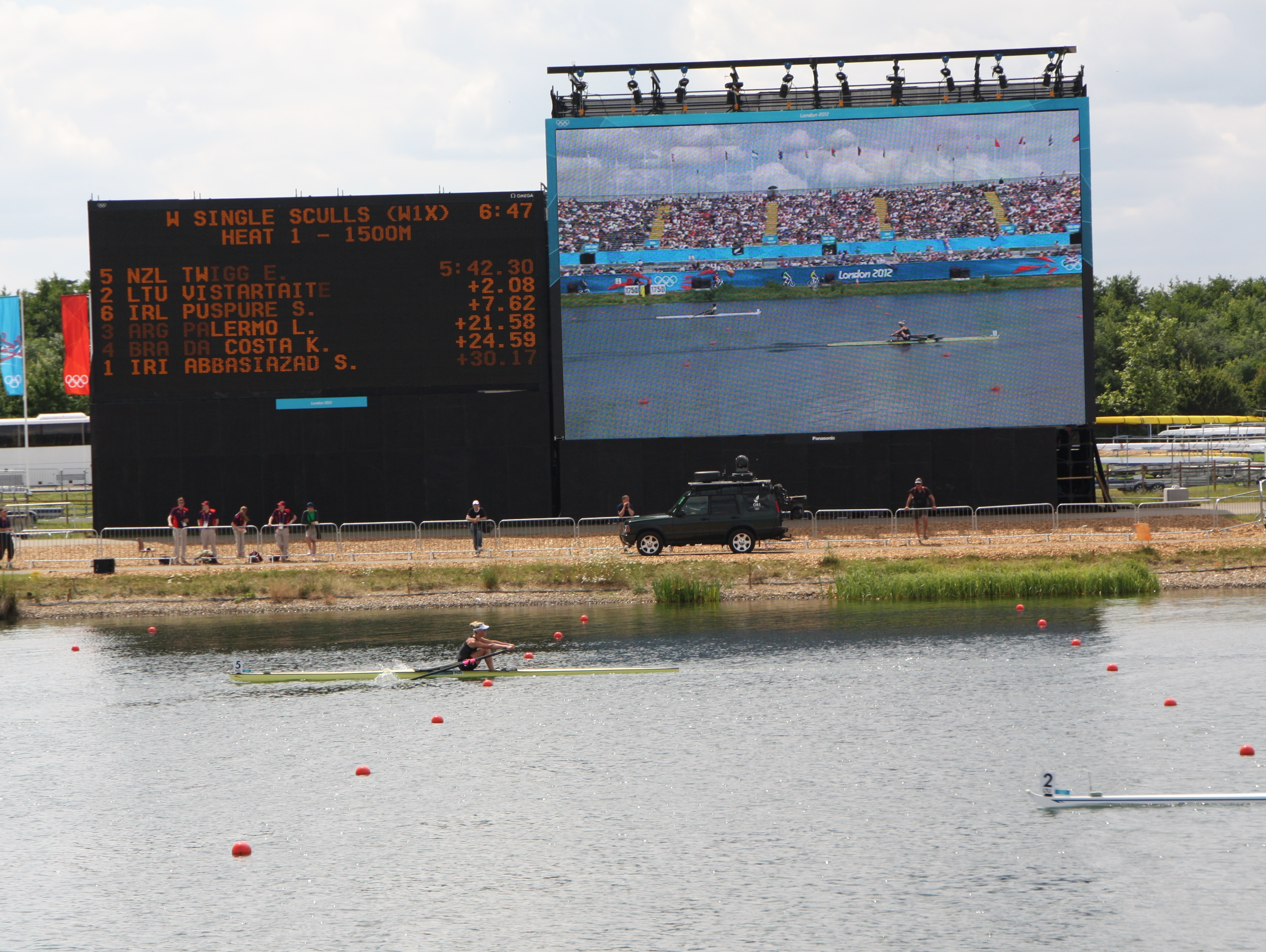
Emma Twiggová si jede pro vítězství v jedné z rozjížděk na LOH 2012

Emma Twiggová (* 1. března 1987 Napier) je novozélandská veslařka–skifařka, mistryně světa z Amsterdamského šampionátu 2014, stříbrná z jihokorejského MS v Čchungdžu 2013 a dvojnásobná bronzová medailistka z mistrovství světa v letech 2010 a 2011.
V roce 2011 vyhrála finále Světového poháru – veslařskou regatu v Lucernu a roku 2007 se v Glasgowě stala mistryní světa v kategorii do dvaceti tří let (U23). Na Letních olympijských hrách 2008 v Pekingu skončila na 9. místě.
Vesluje za novozélandský klub Hawkes Bay RC. Měří 181 centimetrů a váží 80 kilogramů.

## Přehled výsledků
- 2007 – MS do 23 let Glasgow (Velká Británie) – skif 1. místo
- 2008 – LOH Peking (Čína) – skif 9. místo
- 2010 – MS Karapiro (Nový Zéland) – skif 3. místo
- 2011 – MS Bled (Slovinsko) – skif 3. místo
- 2013 – MS Čchungdžu – skif 2. místo
- 2014 – MS Amsterdam – skif 1. místo